# Zelení mužíčci
Zelení mužíčci (v anglickém originále Little Green Man) je v pořadí osmá epizoda čtvrté sezóny seriálu Star Trek: Stanice Deep Space Nine.

## Příběh
Když se mladý Fereng vydává na cestu životem, získá kapitál tak, že prodá osobní majetek. Jedna tato změna právě čeká Noga, který se chystá na Zemi do Akademie Hvězdné flotily. Jediný, kdo se službou nesouhlasí, je jeho strýc Quark, který mu to během výprodeje znovu zopakuje. Na druhou stranu, Quarkovi právě přišla nová loď, kterou mu dlužil jeho bratranec Geila za to, že mu půjčil latinium na založení zbrojního konsorcia před deseti lety. Quark lodi nevěří a nechá si ji zkontrolovat Romem, ale vše se zdá v pořádku. Jako zkušební let Rom navrhne odvoz Noga na Zemi, s čímž Quark souhlasí. Při té příležitosti totiž chce převést nějaký kontraband a vydělat na tom peníze.
Vedením baru je pověřen Morn. Odovi se Quarkova cesta na Zemi zdá podezřelá, ale proti výběru nového barmana nic nemá. Cesta Quarkova pokladu, jak Fereng svou loď nazval, probíhá bez problémů, až do chvíle, kdy se Rom prořekne a zmíní zásilku kemacitu, která je na palubě. Quark je naštvaný na Roma, že o tom ví, a Nog zase na Quarka, že nelegálně převáží tak nebezpečný náklad. Procenta zisku pro oba to spraví. Horší však je, po příletu do Sluneční soustavy loď nezpomalí, protože warp jádro nereaguje na příkazy. Podle Roma je to sabotáž, jejímž cílem je exploze warp jádra a následné zničení lodi i s Quarkem. Rom dostane nápad: vypustí plazma na náklad kemacitu, čímž vznikne zpětná vlna, která vypne warp motory. Loď se začne otřásat a zmizí. Quark se probudí v neznámé místnosti, za jejímž falešným sklem stojí důstojník americké armády. Podle kalendáře na stěně je červenec 1947.
Za sklem se shromáždí generál Rex Denning, kapitán Wainwright, profesor Jeff Carlson a jeho snoubenka, sestra Garlandová. Quarkův poklad totiž havaroval poblíž Roswellu, loď byla převezena do oblasti 51 a tři Ferengové jsou nyní zamčeni v izolaci. Podle Carlsona nepůjde první kontakt s mimozemšťany utajit, ale Denning zatím nechce vyjít s pravdou ven, protože neví nic o úmyslech cizinců. Profesor Carlson dostane příkaz se s nimi domluvit, ale univerzální překladač Ferengů je rozbitý a obě skupinky si nerozumí. Zatímco Rom opravuje Nogův překladač, Quark přemýšlí, jak by na celé situaci mohl vydělat. Oprava překladače je úspěšná a Quark se hned vytasí s finanční nabídkou. Výměnou za zlato nabízí zbraně, replikátory, transportéry a další technologie z budoucnosti. Jenže generál Denning mu nevěří a před podpisem obchodní smlouvy chce znát skutečný účel návštěvy Ferengů. Quark trvá na tvrzení o obchodu, takže se Denning vymluví na souhlas prezidenta. V zadržovací místnosti s Nogem, Romem a Quarkem zůstane vojenský pes, který se vzápětí změní v Oda. Šéf bezpečnosti sice zatkne barmana za pašování kemacitu, ale stejně tu s nimi uvízl. Loď je podle něj v hangáru na druhém konci základny a poškozená, nicméně motory jsou funkční. Podle Roma by šlo využít kemacit také ke cestě zpět do budoucnosti, ale je třeba sehnat dostatečně výkonný zdroj energie místo warp jádra. Každopádně Quark chce zůstat a ovládnout planetu i přes Nogovy protesty, že by tak změnil časovou linii. Prezident však chce víc informací a to jakýmkoliv způsobem. Kapitán Wainwright se rozhodne Ferengy mučit a dostat z nich skutečný účel cesty i přes protesty sestry Garlandové. Rom nakonec podlehne psychickému nátlaku a řekne jim pravdu, ale to nestačí. Nog si tak vymyslí spiknutí s účelem napadnout Zemi, což mu paranoidní Wainwright uvěří. Mladý Fereng poté odláká jeho pozornost, a s pomocí Garlandové a Carlsona zneškodní stráže. Před hangárem se střetnou s Denningem a jeho eskortou, ale ty vyřadí Odův zásah. Požadovaným zdrojem energie se stane pokusný atomový výbuch v Nevadě, do kterého Quarkův poklad vletí. Zpátky se vynoří na orbitě Země ve své době.
Quark, Rom a Odo se vrací na stanici Deep Space Nine. Quark musel svou loď prodat, aby tak dostal všechny tři domů. Hned po přistání Odo Quarka zatkne za pašování kemacitu.